# Bühnenprospekt

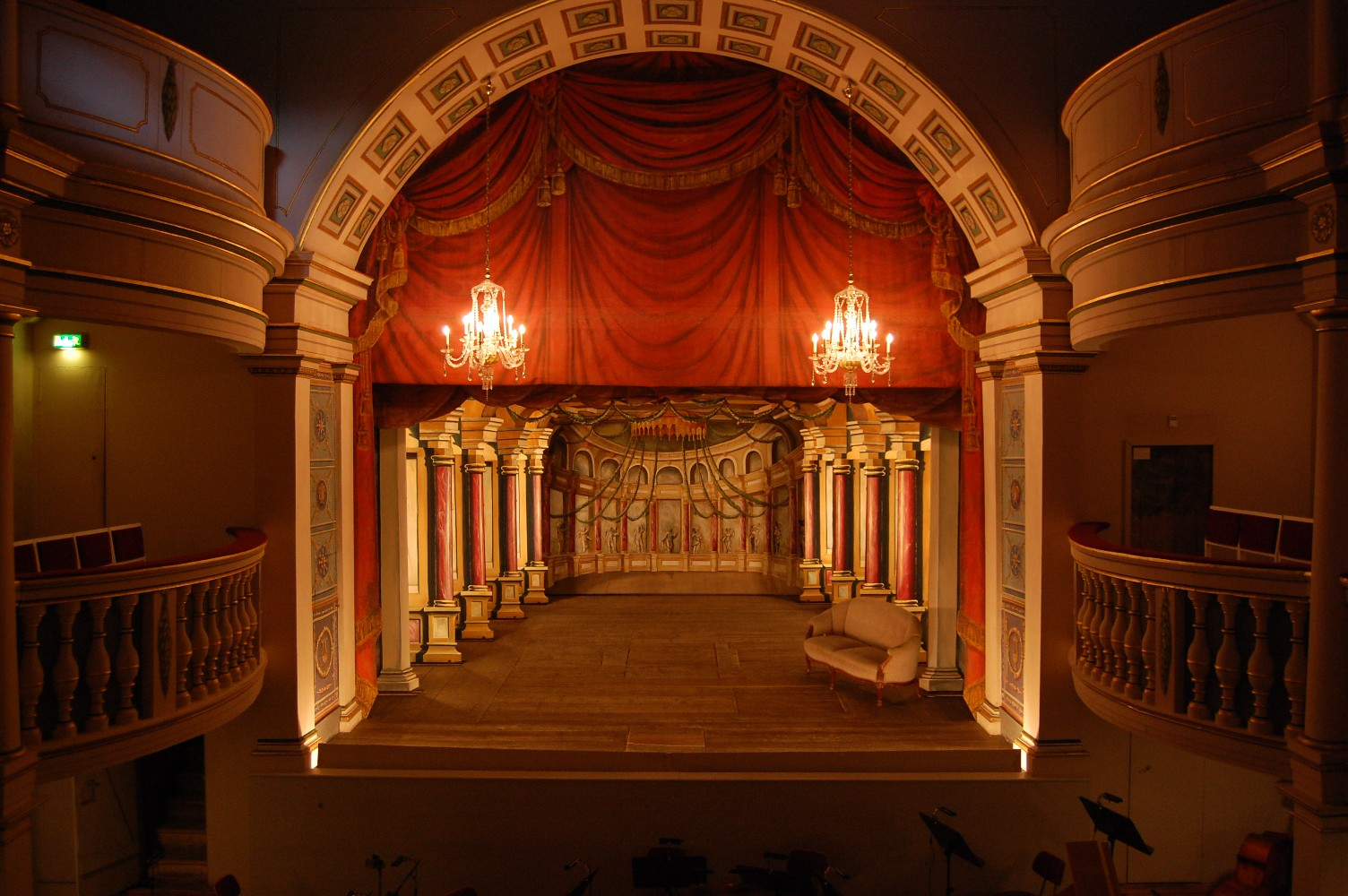
Bühne des Ekhof-Theaters. Der Prospekt (Hinterwand) nimmt das Säulenmotiv der Kulissen auf und schafft die Illusion einer geschlossenen Halle

Ein Bühnenprospekt ist Teil des Bühnenbildes. Er ist auf der Theaterbühne oft die hintere Begrenzung einer Bühnendekoration beziehungsweise eines Setdesigns. Traditionell besteht er aus glattem und bemaltem Textil und hängt an einer sogenannten Zugstange. Mit Hilfe eines Prospektzugs kann er zum Schnürboden hinaufgezogen werden, wo oft mehrere einsatzbereite Prospekte hängen.

## Funktion
Traditionelle Prospekte charakterisieren durch ihre Bemalung den Schauplatz des Bühnengeschehens, also etwa eine rückwärtige Zimmerwand oder eine Landschaft. Zudem können sie für Projektionen genutzt oder mittels verschiedenfarbiger Beleuchtung als Hintergrund mit Farbverlauf eingesetzt werden.
Wechselnde Prospekte werden seit dem 19. Jahrhundert für schnelle Verwandlungen eingesetzt. Dazu werden sie vertikal mit der Obermaschinerie der Bühnentechnik „gefahren“.

## Varianten
Eine besondere Form des Bühnenprospektes ist der Horizontprospekt, der in vielen Theatern in einem Horizontzug hängt. Dieser Horizont umschließt oval- oder halbkreisförmig den Bühnenraum. Diese Prospektform ist bühnentechnisch sehr aufwändig, da es schwierig ist, die großen Prospekte faltenfrei zu spannen. Der klassische Bühnenhorizont wird heute von den Bühnenbildnern kaum noch verwendet.
Der Wandelprospekt oder das Wandel-Panorama (Cyclorama) gehört ebenfalls zu den besonderen Prospektarten. Seine Bauweise erinnert an einen aufrecht stehenden Fördergurt. Mehrere Sujets sind nebeneinander auf einer zur Endlosschleife zusammengenähten Stoffbahn gemalt, die mittels Drehung zweier senkrecht stehender Walzen verwandelt werden können. Dies ist eine Möglichkeit, vorbeiziehende Landschaften beziehungsweise Bewegung der Bühne wie auf einem Schiff zu simulieren.
Ähnliche Technik wurde auch bei dem sogenannten Wickel- oder Wandelhorizont verwendet. In Führungsschienen laufend, wurde der Horizont von Wickelkonen, die in der Obermaschinerie montiert waren, um den Bühnenraum herumgezogen. Dieser Wickelhorizont wurde zur jeweiligen Vorstellung fix eingerichtet und eingeleuchtet.
Im Diorama und auch im Theater des 19. Jahrhunderts gab es den beidseitig bemalten und beleuchteten Prospekt, um etwa verschiedene Tageszeiten zu simulieren.
Als moderne Formen des Prospekts können die Projektionsfolien gelten (auch Operafolien genannt), die in verschiedenen Farbtönen großflächig verschweißt werden.  Sie können von hinten beleuchtet werden und ermöglichen spezielle Licht- und Raumeffekte.

## Herstellung
Die klassische Herstellung ist die Prospektmalerei, die nach den Vorgaben der Bühnenbildnern in den Theaterwerkstätten ausgeführt wird. Die Prospekte werden auf dem Boden des Malersaals liegend von Theatermalern gemalt. Viele bekannte Landschaftsmaler widmeten sich einst der Prospektmalerei, auch wenn diese „Gebrauchskunst“ in den Nachrufen und Werkverzeichnissen oft nicht erwähnt wird. Zu den bekanntesten Vertretern gehörten Johann Ludwig Aberli und Jakob Philipp Hackert.
Die Auswahl des Materials richtet sich nach der Wirkung, die der Prospekt auf der Bühne haben soll. Wenn der Prospekt nur von vorn beleuchtet wird, verwendet man Baumwoll-Nessel oder sogenannten Prospektnessel, der deckend grundiert und anschließend bemalt wird. Die „Hohe Schule“ der Theatermalerei ist die Herstellung von Tüll- und Schleiernesselprospekten, die auf der Bühne, im Zusammenwirken mit der Theaterbeleuchtung, eine transparente Wirkung erzielen.
Modernere Methoden sind das Airbrush-Verfahren und das Drucken von Prospekten mit Großplottern (Large Format Printing). Letzteres ist sehr effektiv, weil die Druckvorlagen mit einer Grafiksoftware vom Bühnenbildner entworfen und ohne Zwischenverfahren zur Ausführung gebracht werden können.

## Geschichte
Der Bühnenprospekt ist ein wesentlicher Bestandteil der Guckkastenbühne und hatte seine Hochblüte im Barocktheater. Der bemalte Hintergrundprospekt war bis ins 19. Jahrhundert oft die einzige Dekoration auf der Bühne, die ein Bild zu charakterisieren hatte. Im höfischen Regeldrama jener Zeit durften die Schauplätze nicht wechseln, daher brauchte es nicht mehr als einen Prospekt pro Aufführung. Perspektivisch gemalte Schlussprospekte, die dem Bühnenraum Tiefe gaben, gehörten zum Standard eines jeden Hoftheaters.
Außer Gebrauch gekommene Prospekte wurden immer wieder übermalt und erst wenn sie völlig verschlissen waren, entsorgt. Es ist nicht selten, dass Theaterwerkstätten noch heute alte Prospekte in ihren Prospektmagazinen eingelagert haben.
Einige gut erhaltene Exemplare von Max Brückner stammen aus der Zeit des Meininger Hoftheaters und werden mit ständig wechselnden Ausstellungen im Theatermuseum Meiningen in der Stadt Meiningen gezeigt.